# Tramlijn 21 (Amsterdam)

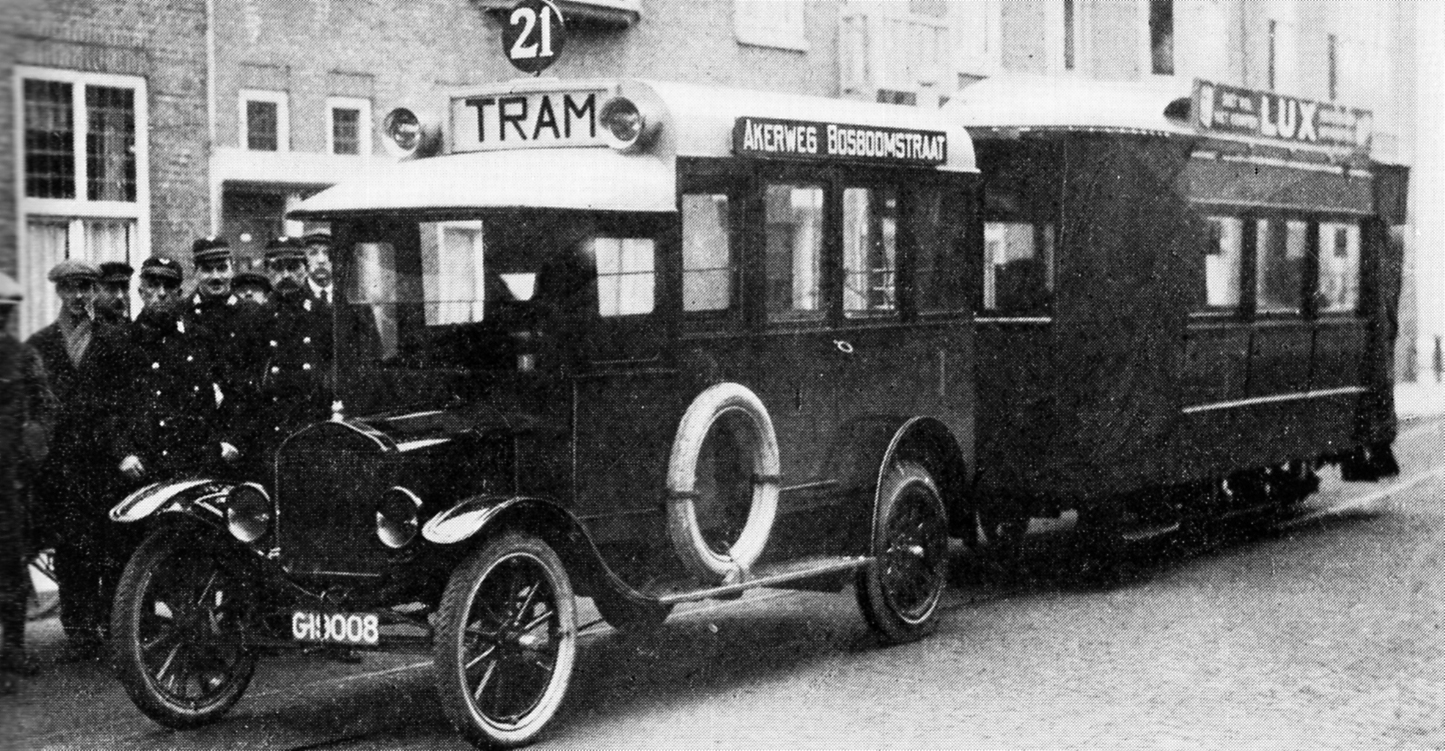
De tractortram in de Jacob Marisstraat; 1922.

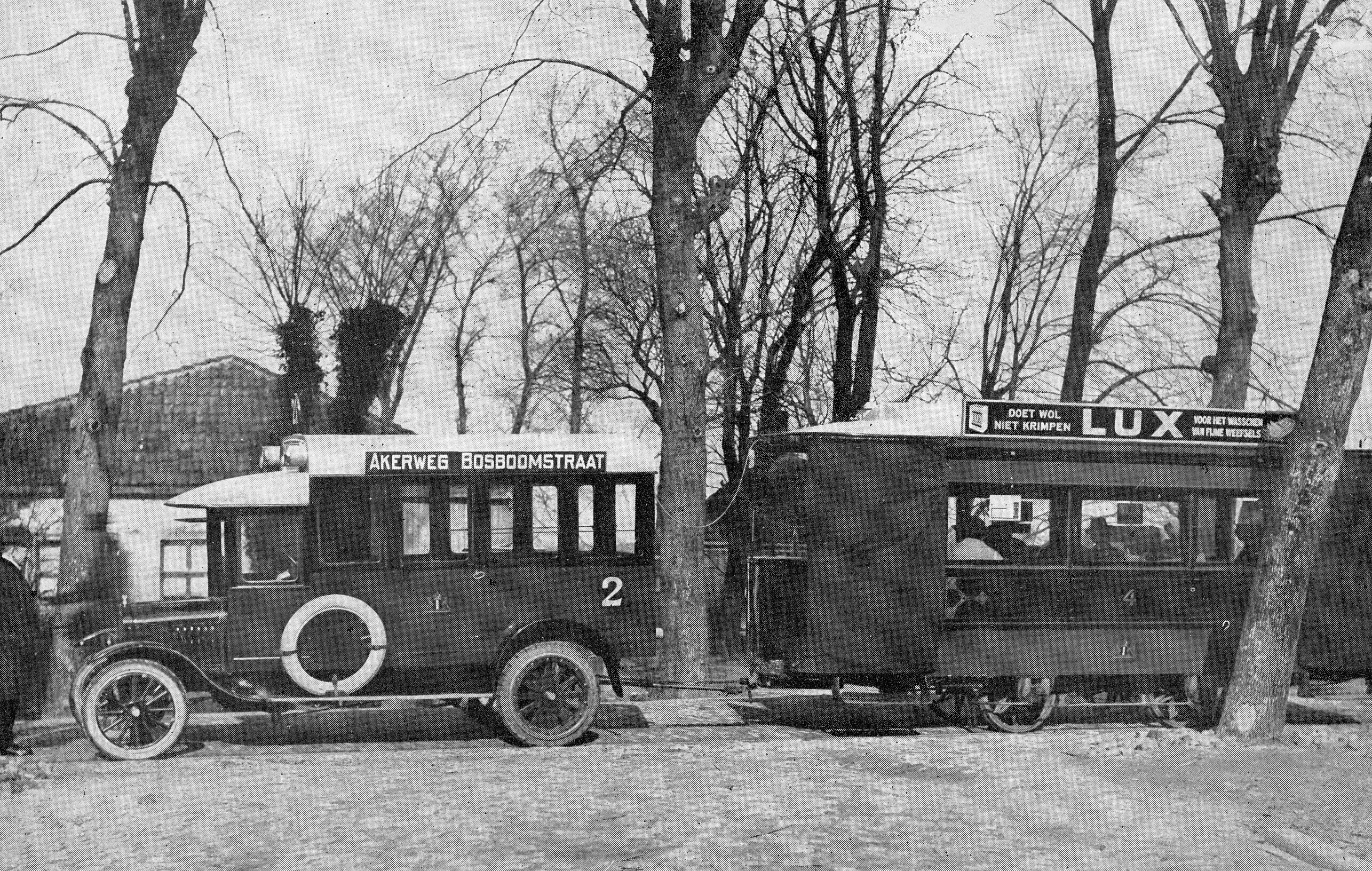
De tractortram onderweg op de Sloterweg; 1922.

In Amsterdam heeft tweemaal een tramlijn 21 gereden. Beide lijnen hebben maar kort bestaan en waren niet van grote betekenis.
21 – Jacob Marisstraat – Akerweg (Sloten) (1921-1925)

 21 – Centraal Station – Javaplein (1928-1932)

## Eerste lijn
Op 1 juni 1921, 5 maanden na de annexatie van de gemeente Sloten, kwam de Gemeentetram Amsterdam in het bezit van een paardentramlijn. De lijn liep van de Bosboomstraat (sinds 26 juli 1922 Andreas Schelfhoutstraat) via de Sloterweg naar de Akerweg in Sloten. Deze lijn was als een van de laatste nieuwe paardentramlijnen in Nederland in 1918 aangelegd door de gemeente Sloten, zuinigheidshalve met tweedehands smalspoorrails en rijtuigen uit Winschoten.
De lijn kreeg administratief het lijnnummer 21 maar de Gemeentetram wilde de paardentractie niet handhaven maar elektrificatie was te duur. Daarom besloot men, nadat men aanvankelijk dacht het paard te vervangen door een benzinelokomotiefje maar men daarvoor dan omloopsporen zou moeten aanleggen, het paard te vervangen door een tractortram zoals die ook succesvol was ingevoerd op de paardentramlijn Groningen - Paterswolde - Eelde en andere vroegere paardentramlijnen.
De tractortram kwam 15 februari 1922, voorzien van het lijnnummer 21, in dienst. Het vertrekpunt werd nu Jacob Marisstraat omdat de tractor geen kop kon maken in de Bosboomstraat. De tractor was, na een gerechtelijke uitspraak, uitgerust met een ('s avonds verlicht) bord met de tekst 'TRAM' om medeweggebruikers op de status van het merkwaardige voertuig te wijzen.
Vanaf 1 maart 1922 werd volledig met tractoren gereden. Nadat bij druk vervoer al bussen waren bijgesprongen en men bij weinig vervoer de tractoren solo liet rijden werd de lijn op 3 december 1925 in buslijn G omgezet. Sinds 1980 maakt de verbinding deel uit van een streekbuslijn. Sinds eind 2015 was de Sloterweg door een routewijziging van de toenmalige Connexxion lijn 145 geheel van openbaar vervoer verstoken maar sinds eind 2016 reed de lijn weer over het westelijke gedeelte van de weg tussen de Anderlechtlaan en Ditlaar. 

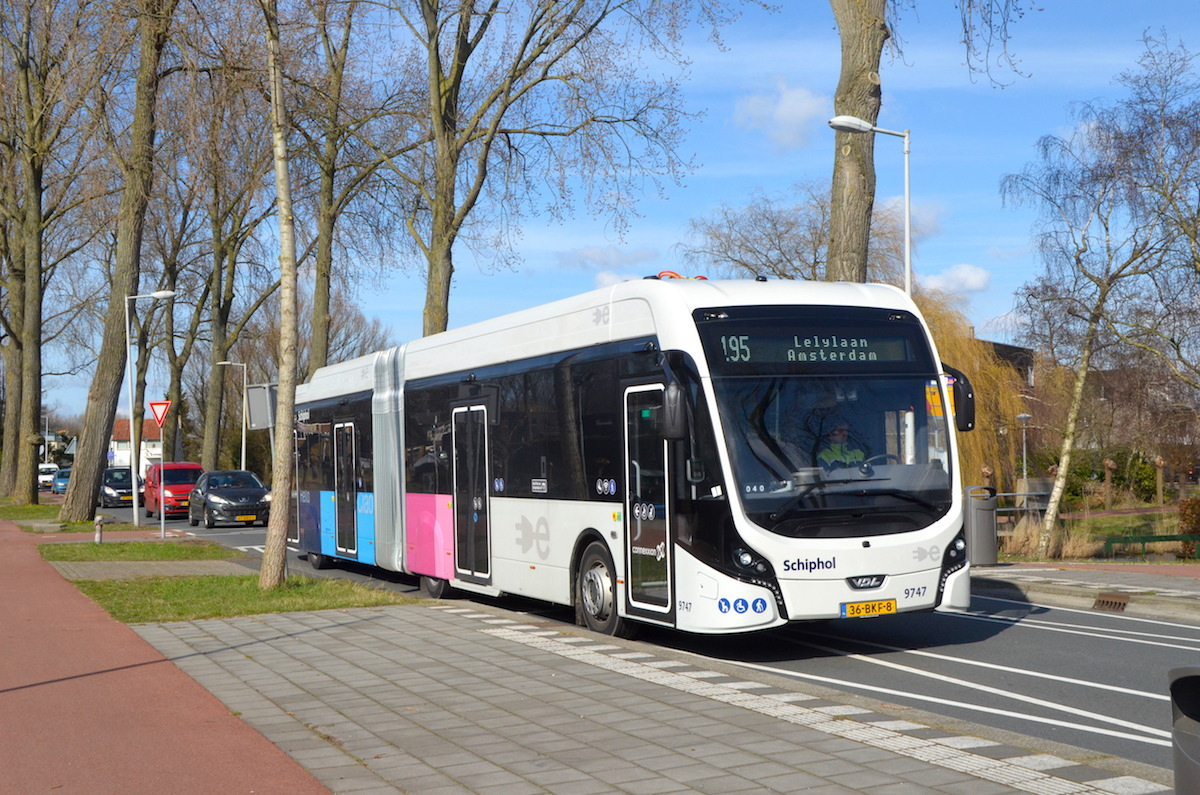
Elektrische Citea op lijn 195.

Sinds 10 december 2017 werd de lijn vervangen door buslijn 195. In tegenstelling tot de tramlijn heeft deze buslijn sinds 2018 wel elektrische tractie gekregen.

## Tweede lijn
Op 5 januari 1928 werd een nieuwe tramlijn lijn 21 ingesteld van het Javaplein, via de Plantage Middenlaan en de Nieuwmarkt naar het Centraal Station.
Deze lijn werd op 1 januari 1932 als gevolg van de bezuinigingsmaatregelen weer opgeheven.

## Buslijn 21
In tegenstelling tot de beide tramlijnen 21 die kort bestonden, heeft buslijn 21 een veel langere levensduur. Deze lijn rijdt al sinds 1956 naar Geuzenveld; sinds 1959 vanaf Centraal Station.